# Disglòssia
|  | No s'ha de confondre amb diglòssia. |

La disglòssia és un trastorn de l'articulació dels fonemes, d'origen no neurològic central, a causa d'alteracions anatòmiques i/o fisiològiques dels òrgans articulatoris perifèrics que dificulten el funcionament lingüístic en persones sense afectacions neurològiques o sensorials detectables, amb una intel·ligència no verbal dins dels límits de la normalitat, i que tot i tenir una estimulació adequada, una educació suficient i uns progressos observables, no arriben a assolir un coneixement lingüístic que els hi permeti comprendre i expressar-se de manera correcta.
A més, cal tenir en compte que és un conjunt d'elements semiològics, els quals comparen les estructures lingüístiques d'un subjecte amb les d'un altre subjecte que parla normalment, utilitzant com a referència la possessió i bon funcionament dels elements anatòmics (normalitat dels òrgans lingüístics), dels elements funcionals (context socialitzador i lingüístic) i dels elements ambientals (entorn comunicatiu de continu estímul).
Per a una expressió parlada correcta cal que tots els òrgans que hi intervenen tinguin l'estructura adequada. Per tant, tota anomalia o malformació dels mateixos dona com a resultat una parla defectuosa, anomenada disglòssia.

## Etiologia
Les diferents causes que estan associades a aquest tipus de malaltia són variades i estan situades en els diferents òrgans que treballen la parla. La disglòssia pot deure's a: 
- Malformacions congènites craneofacials
- Trastorns de creixement
- Paràlisis perifèriques
- Anomalies adquirides a conseqüència de lesions en l'estructura orofacial o d'extirpacions quirúrgiques
- Traumatismes
- Problemes psicològics.

## Classificació
Tenint en compte l'òrgan perifèric de la parla en el qual es produeix la malformació, es distingeixen els següents tipus de disglòssies:

### Disglòssies labials
A causa de l'alteració en la forma, mobilitat, força o consistència dels llavis, es produeix un trastorn de l'articulació dels diferents fonemes.
Causes: llavi o paladar enfonsat, frenillo labial superior hipertròfic, fissura del llavi inferior, paràlisi facial, macrostomia (incompleta o completa), ferides labials, neuràlgia del trigemin.

### Disglòssies mandibulars
L'origen d'aquest tipus de trastorn en l'articulació dels fonemes, pot ser congènit, de desenvolupament o quirúrgic, i és a causa de l'alteració en la forma dels maxil·lars. Pot haver-hi alteració d'un o dos maxil·lars.
Causes: progenie, deserció de maxiliares, disostosi máxilofacial.
Entre elles estan la micrognatia, recessió maxil·lar superior, neoplàsia maligna, atresia mandibular....

### Disglòssies dentals
Alteració en la forma o posició de les peces dentàries. Aquest tipus de disglòssia és produïda com a conseqüència d'una certa alteració en la posició o en la forma de les dents o peces dentàries, per la qual cosa es produeix un trastorn en l'articulació de la parla.
Causes: herència, desequilibris hormonals, alimentació, ortodòncies, pròtesis.

### Disglòssies linguals
Alteració de l'articulació com a conseqüència d'un trastorn orgànic de la llengua. La llengua és un òrgan actiu de l'articulació dels fonemes, amb una extraordinària sincronització dels seus moviments durant la parla. Per això un trastorn orgànic de la llengua pot afectar la rapidesa, exactitud i sincronització dels moviments de la llengua. Com a conseqüència ens trobem davant una disglòssia lingual.
Causes: anquiloglosia o frenillo curt, glosectomía, macroglosia, malformacions congènites de la llengua, paràlisi uni-bilateral del hipogloso.

### Disglòssies palatals
Malformacions orgàniques del paladar ossi i del vel del paladar.
Causes: fissura palatina, fissura submucosa del paladar, paladar ogival, paladar curt, úvula bífida, vel llarg, perforacions.

## Quadre clínic
La disglòssia pot portar amb si seqüeles, tant de tipus físic, com poden ser les cicatrius a causa d'intervencions o extirpacions quirúrgiques, així com la estenosis, és a dir, l'estrenyiment del canal de la columna lumbar que produeix dolor en les extremitats inferiors.
Comporta, igualment, seqüeles de tipus psicològic, ja que apareix quan el nen és petit, en una etapa molt important del desenvolupament psicològic que pot veure's afectat per l'aïllament social, exclusió per part de companys (en els anys d'escola), problemes psicològics de tipus depressiu, complexos, no tenir relació amb les altres persones a causa de no sentir-se bé, o sentir-se culpable per parlar de forma diferent (falta de fluïdesa verbal).

## Diagnòstic
Els principals criteris que s'utilitzen per diagnosticar la disglòssia en un nen o un nena, són que es presentin en ells problemes com a defecte a articular fonemes a causa de la malformació orgànica, també el diagnòstic es pot reflectir en l'estudi del nen o nena, si existeixen en ells problemes de tipus cognitiu (fracàs escolar), també pot presentar-se en aquests nens cert rebuig a l'hora de parlar punt amb la família, com en públic. Això és a causa de la falta de fluïdesa verbal a causa que solen ser nens que normalment se sotmeten a freqüents operacions quirúrgiques, i estar períodes hospitalitzats.
També es fan notar trets comuns en nens que presenten aquesta patologia de tipus tant físic i orgànic, poden ser: l'alteració d'un o de diversos components d'emissió que constitueixen llavis, mandíbula, fosses nasals i les dents, estructura respiratòria incorrecta, dificultats articulatòries, dificultat en la deglució.

## Tractament
Com que la disglòssia té moltes causes, al seu torn existeixen, d'acord amb les característiques que s'hi donen, diversos tractaments per tractar-la.
Aquesta patologia afecta aspectes de les capacitats fisiològiques i de l'anatomia humana, per la qual cosa el tractament no només anirà dirigit als òrgans fonoarticulatoris com ara la llengua, els ossos maxiliars, les arcades dentàries, el vel del paladar o els llavis, sinó que, com que engloba també l'aspecte fisiològic de la persona afectada, s'hauran de tractar també les funcions motores i neurovegetatives, com ara la masticació, la regulació, la veu, la respiració nasal i l'articulació de la parla. Cal tenir en compte tots aquests aspectes per poder realitzar un pla d'acció que abasti diferents disciplines que intentin treballar amb tots ells.
També s'ha d'atendre la intensitat o gravetat amb què es presenta el tipus de disglòssia i el tipus d'alteració orgànica: a partir d'aquí, es requerirà un tipus de tractament diferent depenent de la intensitat amb la qual es dona la patologia. Cada tipus de disglòssia requerirà un tractament logopèdic diferent i específic. De forma general, els aspectes que es treballen amb més freqüència en aquest tipus de patologia són: (de major a menor gravetat, tractament quirúrgic, psicològic, ortodòntic, moviments dels diferents òrgans de la boca, com poden ser els llavis, la llengua, per així treballar aspectes com l'articulació, la deglució, respiració, buf, tonicitat.